# Namanganum mirabilis
Namanganum mirabilis är en fjärilsart som beskrevs av Otto Staudinger 1888. Namanganum mirabilis ingår i släktet Namanganum och familjen nattflyn. Inga underarter finns listade i Catalogue of Life.